# Douzens
Douzens település Franciaországban, Aude megyében. Lakosainak száma 780 fő (2022. január 1.). Douzens Blomac, Capendu, Comigne, Lagrasse, Moux, Puichéric, Saint-Couat-d’Aude és Val-de-Dagne községekkel határos.

## Népesség
A település népessége az elmúlt években az alábbi módon változott:
| Lakosok száma | 800  | 642  | 554  | 694  | 712  | 718  | 733  | 765  | 771  | 780  |
|               | 1968 | 1982 | 1990 | 2006 | 2013 | 2015 | 2017 | 2019 | 2020 | 2022 |